# Węgrowski
Węgrowski là một huyện thuộc tỉnh Mazowieckie của Ba Lan. Huyện có diện tích 1221 km². Đến ngày 1 tháng 1 năm 2011, dân số của huyện là 66932 người và mật độ 55 người/km².